# Anfänge der Elsässer Eisenbahnen im 19. Jahrhundert
Wie in vielen Ländern Westeuropas begann der Ausbau der Elsässer Eisenbahnen im 19. Jahrhundert in der ersten Hälfte des Jahrhunderts. Eine Besonderheit im Elsass war, dass am Anfang die Entwicklung fast nur von einem Industriellen gefördert und realisiert wurde: Nicolas Koechlin, außerdem wurden von Anfang an die Lokomotiven und Wagen im Elsass produziert.

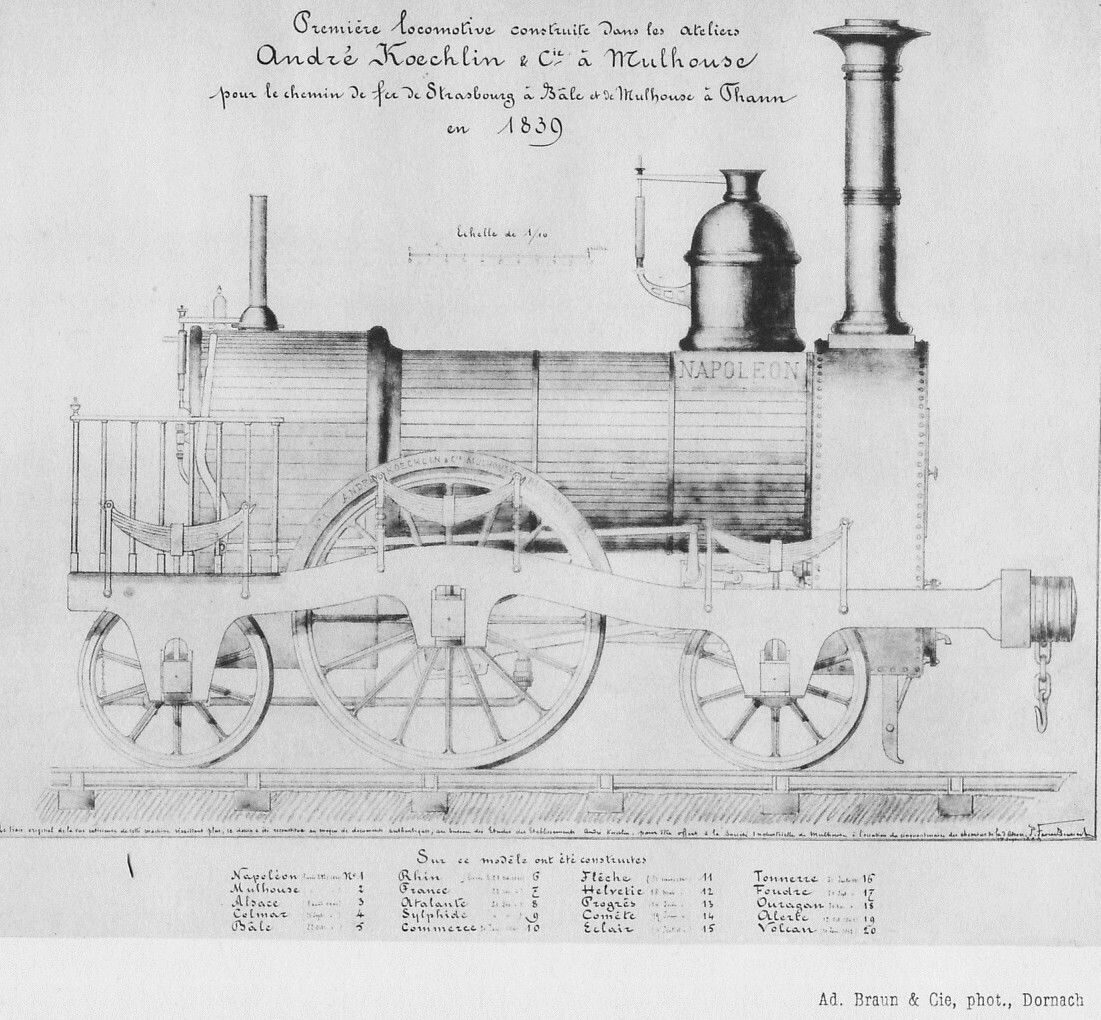
Lokomotive Napoléon 1839

## Die Anfänge: Straßburg—Basel 1837–1844
Mülhausen war Anfang des 19. Jahrhunderts eine Industriestadt mit einer bedeutenden Textil- und mechanischen Industrie. Die Industriellen waren an dem neuen Transportmittel Eisenbahn interessiert und besuchten 1831 Saint-Étienne, um sich über die neue Technologie zu informieren. Sie kamen begeistert zurück und beschlossen 1836, eine Gesellschaft zum Bau einer Eisenbahnlinie Mühlhausen–Basel zu gründen. Nicolas Koechlin übernahm die Führung und engagierte den jungen Ingenieur Dominque Bazin, das Projekt zu planen. 1837 erhielt er die Konzession zum Bau der Linie. Die Konzession legte Höchstpreise fest: für Personen in gedeckten Wagen 0,08 Francs, in offenen Wagen 0,06 Francs, für Tiere zwischen 0,03 und 0,1 Francs pro km. Koechlin gründete in Paris die Compagnie du chemin de fer de Mulhouse und hielt selbst 98 % der Aktien. 1838 wurde die Konzession zum Bau der Linie Mülhausen–Straßburg erteilt und Nicolas Koechlin verpflichtete sich, die Bahnlinie für 40 Mio. Francs zu bauen. Zum Vergleich: eine Arbeiterfamilie, bestehend aus Vater, Mutter und Kind, die alle drei arbeiteten, erzielte im 19. Jahrhundert ein jährliches Einkommen von 915 Francs. Die Planungen waren in kürzester Zeit vollendet und der Bau begann am 1. April 1838 mit dem Teilstück Mülhausen–Lutterbach. Am 1. September 1839 wurde die Linie Mülhausen–Thann eröffnet.

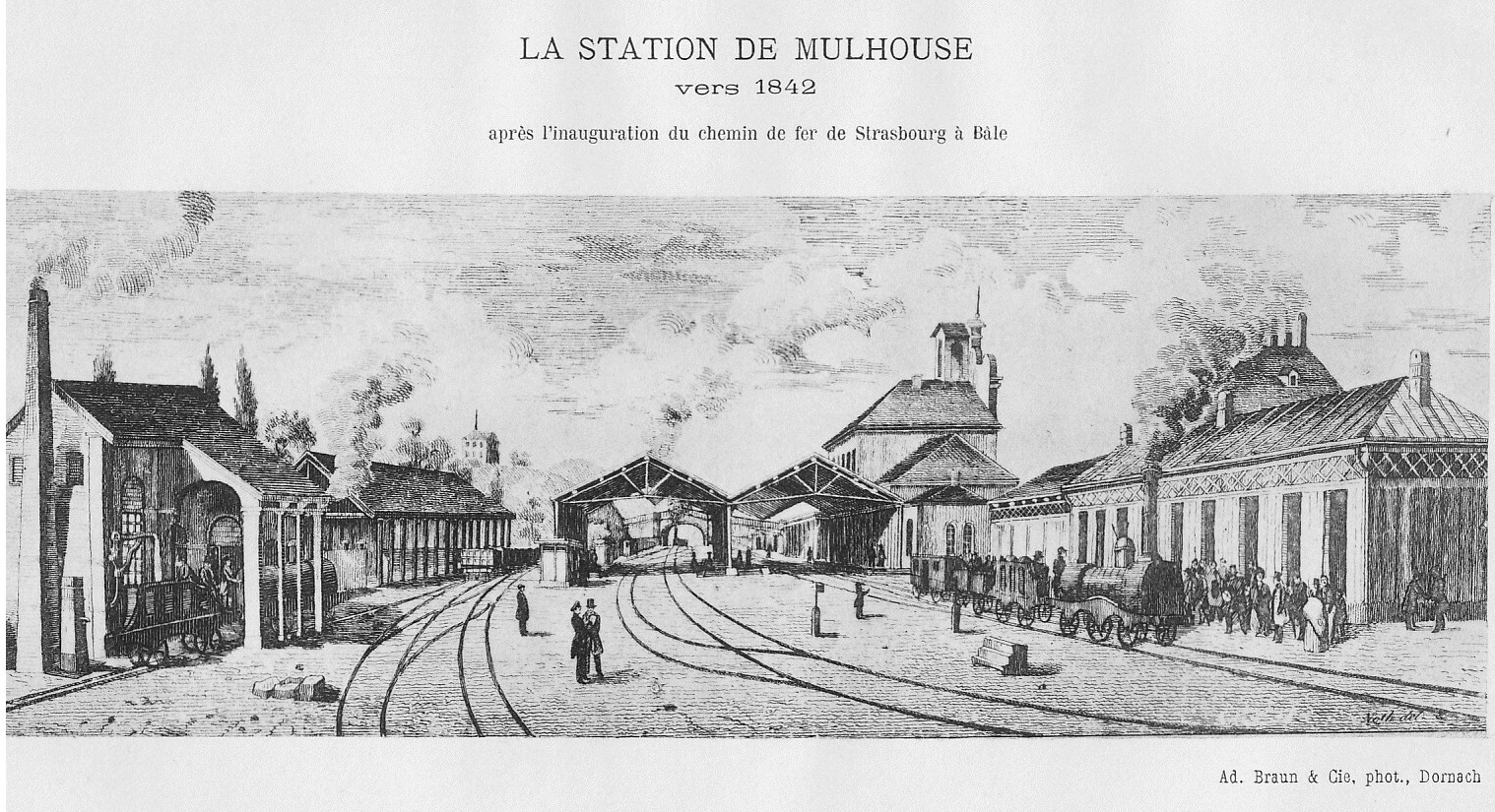
Strasbourg-Bâle Bahnhof Mülhausen

Der Zug wurde von der Lokomotive Napoléon gezogen, die in der Fabrik von André Koechlin, einem Cousin von Nicolas, gebaut worden war. Sie war eine Kopie der englischen Lokomotive Patentee von 1833 von George Stephenson. Am 18. Oktober 1840 wurde das Teilstück Benfeld–Sélestat der Linie Mülhausen–Straßburg eröffnet. Am 19. September 1841 wurde schließlich die Verbindung Mülhausen–Straßburg offiziell eingeweiht. Im Mai 1844 erreicht die Linie Basel und im Juli 1846 das Zentrum von Straßburg. Die Fahrt von Straßburg nach Basel dauerte 5 Stunden 10 Minuten und hatte 30 Haltestellen.

Frédéric-Émile Simon: Lithographie Panorama des Vosges et du chemin de fer de Strasbourg à Bâle

Im Gegensatz zu den ursprünglichen Erwartungen wurde die Bahnlinie fast ausschließlich für den Personen- und nicht für den Güterverkehr genutzt. Der Transport von Waren war teurer als der langsame Transport auf den Straßen mit Wagen, die vom Vieh gezogen wurden, außerdem senkte die Regierung die Frachttarife auf den Kanälen.
Für Nicolas Koechlin war der Eisenbahnbau ein finanzielles Desaster, ab 1841 musste er persönlichen Besitz verpfänden, dann seine Spinnerei und mehrere Liegenschaften verkaufen. Nur so konnte er die Eisenbahnlinie fertigstellen.

## Verbindung mit Paris, Straßburg 1845–1852 und Mühlhausen 1853–1858
Zusätzlich zu den innerelsässischen Strecken in Nord-Süd-Richtung begann man das Elsass ans französische Netz und damit an Paris in Ost-Westlicher Richtung anzubinden. Dabei bildeten die Vogesen eine natürliche Barriere, die die Bahnstrecke im Norden parallel zum Canal de la Marne au Rhin bei Saverne überquerte, im Süden umging sie die Vogesen bei Belfort. Die Geschichte dieser Stecken ist unter Bahnstrecke Paris–Strasbourg und Bahnstrecke Paris–Mulhouse beschrieben.

## Reichsland Elsaß-Lothringen ab 1871
Nach dem Anschluss des Elsass an das Deutsche Reich 1871 wurde die Eisenbahn in das Deutsche Netz eingegliedert. Die Verbindungen nach Westen wurden ergänzt durch Verbindungen nach Osten ins Deutsche Reich. Die Verbindungen nach Paris verloren an Bedeutung, blieben aber erhalten. Die Geschichte ist unter Reichseisenbahnen in Elsaß-Lothringen beschrieben.

## Eisenbahnindustrie im Elsass
Wie oben beschrieben, wurden die ersten Lokomotiven von der Firma André Koechlin & Cie. in Mülhausen gebaut, später fusionierte die Firma zur Société alsacienne de constructions mécaniques (Elsässische Maschinenbau-Gesellschaft) in Grafenstaden, die nach dem Zweiten Weltkrieg die Produktion von Lokomotiven einstellten. Ab 1848 produzierte De Dietrich Ferroviaire in Reichshoffen Eisenbahnausrüstungen und später Triebwagen und Eisenbahnwaggons. Nach Zugehörigkeit zu Alstom ist die Fabrik seit 2023 Teil der spanischen CAF Gruppe (Construcciones y Auxiliar de Ferrocarriles, S.A.) und produziert weiterhin Schienenfahrzeuge.

## Eisenbahnen in der Kunst
Der Bau der Eisenbahnen im 19. Jahrhundert inspirierte Künstler wie Adolphe Maugendre, Théodore Muller und der Edition Engelmann (Godefroy Engelmann Nachfolger). Auf den Bildern und Stichen sind die Eisenbahnen, die Schienenwege und die Bahnhöfe in die Landschaft harmonisch eingebettet. In den Begleittexten wird die Möglichkeit, dank der Eisenbahn die Landschaft bequem zu betrachten, hervorgehoben. 1841 veröffentlichte Frédéric-Émile Simon (1805–1886), Lithograph in Straßburg, ein Panorama des Voges et du chemin de fer de Strasbourg à Bâle, welches die 140 km der Strecke auf zusammen 12 m langen Bildern darstellte. Im Zentrum stand nicht die Eisenbahntechnik, sondern die Landschaft.